# Coupe de France féminine de handball 2019-2020
Navigation
2018-2019 2020-2021
La Coupe de France 2019-2020 est la 27e édition de la Coupe de France féminine de handball, compétition à élimination directe mettant aux prises des clubs de handball amateurs et professionnels affiliés à la Fédération française de handball.
Le 24 mars 2020, la Fédération française de handball décide de l'annulation de l'ensemble des compétitions nationales (hors championnats professionnels) en raison de la pandémie de maladie à coronavirus de 2019-2020.

## Déroulement de la compétition
La compétition, réservée aux équipes premières des clubs évoluant dans les divisions nationales, se déroule sur dix tours dont la finale à Paris. Deux clubs de Nationale 2 commencent dès le tour préliminaire alors que ceux de LFH entrent lors des seizièmes de finale.
| Tour              | Tirage au sort                                                                             | Date des matchs                   | Qualifiés | Entrants                      | Participants |
| ----------------- | ------------------------------------------------------------------------------------------ | --------------------------------- | --------- | ----------------------------- | ------------ |
| Tour préliminaire | Par secteur géographique                                                                   | du 30 août au 1er septembre 2019  | -         | 2 Nationale 2                 | 2            |
| 1er tour          | Par secteur géographique                                                                   | 7 et 8 septembre 2019             | 1         | 74 Nationale 2 38 Nationale 1 | 112          |
| 2e tour           | Par secteur géographique                                                                   | 28 septembre et 29 septembre 2019 | 56        | -                             | 56           |
| 3e tour           | Par secteur géographique                                                                   | 12 au 13 octobre 2019             | 28        | -                             | 28           |
| 32es de finale    | Par secteur géographique. Les clubs entrants se déplacent et ne peuvent pas se rencontrer. | du 26 au 27 octobre 2019          | 14        | 16 Division 2                 | 30           |
| 16es de finale    | Par secteur géographique. Les clubs entrants se déplacent et ne peuvent pas se rencontrer. | du 16 au 17 novembre 2019         | 15        | 7 LFH non-européens           | 22           |
| 8es de finale     | Tirage intégral                                                                            | du 22 au 23 février 2020          | 11        | 5 LFH européens               | 16           |
| Quarts de finale  | Tirage intégral                                                                            | 11 mars 2020                      | 8         | -                             | 8            |
| Demi-finales      | Tirage intégral                                                                            | 18 et 19 avril 2020               | 4         | -                             | 4            |
| Finale            | Tirage intégral                                                                            | 17 mai 2020                       | 2         | -                             | 2            |

### Durée des rencontres
Un match se déroule en deux mi-temps de 30 minutes entrecoupées d'un temps de repos de 15 minutes. En cas d’égalité à la fin du temps réglementaire on effectue une épreuve de tirs au but. Les équipes peuvent inscrire jusqu'à 14 joueuses sur la feuille de match.

### Choix des terrains
Le plus petit niveau de jeu, ou le premier tiré s’il s’agit de clubs de même niveau, reçoit. À partir des quarts de finale, le premier tiré reçoit systématiquement, sauf s'il y a plus d’un niveau d’écart entre les deux formations.
Si un club recevant ne peut pas recevoir, la rencontre est inversée.

## Résultats

### Tours préliminaires
Après un tour préliminaire disputé le 31 août 2019 entre l'USM Malakoff et le Dreux AC (29-26), les premier, deuxième et troisième tour ont lieu respectivement les 7 et 8 septembre 2019, du 27 au 29 septembre 2018 et enfin du 11 au 13 octobre 2018.

### Trente-deuxièmes de finale
Trente équipes participent aux trente-deuxièmes de finale. Outre les 13 clubs de Nationale 1 et le club de Nationale 2 qualifiés à l'issue du tour précédent, ce stade de la compétition est marqué par l'entrée en lice des 16 clubs de Division 2.
| Date                    | Club (division)                  | Résultat | Club (division)                       |
| ----------------------- | -------------------------------- | -------- | ------------------------------------- |
| 25 octobre 2019 à 20h00 | US Mios-Biganos HB (N1)          | 31 – 33  | Aunis La Rochelle-Périgny (D2)        |
| 26 octobre 2019 à 20h00 | Angoulême Charente handball (N1) | 16 – 27  | HBC Celles-sur-Belle (D2)             |
| 26 octobre 2019 à 18h00 | Toulouse Féminin Handball (N1)   | 26 – 27  | CA Bègles (D2)                        |
| 26 octobre 2019 à 21h00 | La Roche-sur-Yon Vendée HB (N1)  | 27 – 31  | Saint-Grégoire RMHB (D2)              |
| 26 octobre 2019 à 20h00 | Saint-Michel Sports (N1)         | 21 – 31  | HBCSA Porte du Hainaut (D2)           |
| 25 octobre 2019 à 20h30 | Entente Colombelles Troarn (N1)  | 22 – 36  | Le Havre AC Handball (D2)             |
| 26 octobre 2019 à 20h30 | US Altkirch (N1)                 | 31 – 32  | Entente Noisy Gagny (N1)              |
| 26 octobre 2019 à 21h00 | Cergy Handball (N1)              | 42 – 13  | HB Octeville-sur-Mer (D2)             |
| 26 octobre 2019 à 18h00 | Stella Sports Saint-Maur (D2)    | 28 – 20  | Sambre Avesnois Handball (D2)         |
| 25 octobre 2019 à 20h45 | Chevigny-Saint-Sauveur HB (N1)   | 40 – 41  | Palente Besançon HB (D2)              |
| 26 octobre 2019 à 20h00 | Yutz Handball féminin (N1)       | 31 – 32  | Achenheim Truchtersheim Handball (D2) |
| 26 octobre 2019 à 18h30 | Le Pouzin HB 07 (D2)             | 29 – 28  | HB Clermont AM 63 (D2)                |
| 25 octobre 2019 à 20h30 | SHBC La Motte-Servolex (N1)      | 23 – 22  | ASUL Vaulx-en-Velin (D2)              |
| 26 octobre 2019 à 19h00 | Narbonne HB MJC (N1)             | 26 – 39  | Bouillargues HNM (D2)                 |
| 26 octobre 2019 à 19h00 | HB Gardéen (N2)                  | 26 – 30  | Handball Plan-de-Cuques (D2)          |

Deux clubs de N1 parviennent à renverser la hiérarchie en éliminant des clubs de D2 : la SHBC La Motte-Servolex a écarté l'ASUL Vaulx-en-Velin 23 à 22 et le Cergy Handball a étrillé l'Handball Octeville-sur-Mer 43 à 12. De plus, le dernier club de N2, le HB Gardéen, est éliminé.

### Seizièmes de finale
Vingt-deux équipes participent aux seizièmes de finale. Outre les 12 clubs de Division 2 et les 3 clubs de Nationale 1 qualifiés à l'issue du tour précédent, ce stade de la compétition est marqué par l'entrée en lice des 7 équipes non-européennes de LFH : le Bourg-de-Péage Drôme Handball, le Chambray Touraine Handball, la Jeanne d’Arc Dijon, le CJF Fleury Loiret, le Mérignac Handball, le Paris 92 et le Toulon Saint-Cyr VHB.
| Date                     | Club (division)                     | Résultat | Club (division)                       |
| ------------------------ | ----------------------------------- | -------- | ------------------------------------- |
| 16 novembre 2019 à 20h45 | HBC Celles-sur-Belle (D2, VAP)      | 35 – 30  | Aunis La Rochelle-Périgny (D2)        |
| 17 novembre 2019 à 16h00 | CA Bègles (D2)                      | 31 – 33  | Mérignac Handball (LFH)               |
| 16 novembre 2019 à 20h00 | HBCSA Porte du Hainaut (D2, VAP)    | 16 – 30  | Paris 92 (LFH)                        |
| 14 novembre 2019 à 19h30 | Le Havre AC Handball (D2, VAP)      | 24 – 26  | Chambray Touraine Handball (LFH)      |
| 16 novembre 2019 à 19h00 | Entente Noisy Gagny (N1)            | 24 – 21  | Saint-Grégoire RMHB (D2)              |
| 16 novembre 2019 à 21h00 | Cergy Handball (N1)                 | 17 – 43  | CJF Fleury Loiret (LFH)               |
| 17 novembre 2019 à 16h00 | Palente Besançon handball (D2)      | 27 – 33  | Jeanne d’Arc Dijon (LFH)              |
| 16 novembre 2019 à 19h15 | Stella Sports Saint-Maur (D2)       | 27 – 20  | Achenheim Truchtersheim Handball (D2) |
| 29 novembre 2019 à 20h45 | Le Pouzin HB 07 (D2)                | 27 – 31  | Handball Plan-de-Cuques (D2, VAP)     |
| 15 novembre 2019 à 20h30 | Bourg-de-Péage Drôme Handball (LFH) | 29 – 26  | Bouillargues HNM (D2)                 |
| 16 novembre 2019 à 20h30 | SHBC La Motte-Servolex (N1)         | 17 – 31  | Toulon Saint-Cyr VHB (LFH)            |

Les 7 clubs de LFH sont qualifiés pour le tour suivant. Ils sont accompagnés de 3 clubs de D2 (Celles-sur-Belle, Plan-de-Cuques et Saint-Maur) et 1 club de N1 (Entente Noisy Gagny).

## Tableau final
Les cinq équipes de LFH qualifiés en coupe d'Europe sont directement qualifiées pour les 8e de finale :
- Metz Handball (Ligue des champions)
- Brest Bretagne Handball (Ligue des champions)
- ES Besançon (Coupe de l'EHF)
- Nantes Atlantique (Coupe de l'EHF)
- OGC Nice CA HB ([Coupe de l'EHF)

 Il n'y a pas de tirage intégral par tableau, un tirage au sort est effectué pour chaque tour de qualification.
|  | Huitièmes de finale               | Huitièmes de finale |                                   |    | Quarts de finale | Quarts de finale |  |  | Demi-finales (Annulées) | Demi-finales (Annulées) |  |  | Finales (Annulée) | Finales (Annulée) |
|  | Huitièmes de finale               | Huitièmes de finale |                                   |    | Quarts de finale | Quarts de finale |  |  | Demi-finales (Annulées) | Demi-finales (Annulées) |  |  | Finales (Annulée) | Finales (Annulée) |
|  |                                   |                     |                                   |    |                  |                  |  |  |                         |                         |  |  |                   |                   |
|  | 21 février 2020                   | 21 février 2020     |                                   |    | 11 mars 2020     | 11 mars 2020     |  |  | 18-19 avril 2020        | 18-19 avril 2020        |  |  | 17 mai 2020       | 17 mai 2020       |
|  | 21 février 2020                   | 21 février 2020     |                                   |    | 11 mars 2020     | 11 mars 2020     |  |  | 18-19 avril 2020        | 18-19 avril 2020        |  |  | 17 mai 2020       | 17 mai 2020       |
|  | Paris 92 (D1)                     | 30                  |                                   |    | 11 mars 2020     | 11 mars 2020     |  |  | 18-19 avril 2020        | 18-19 avril 2020        |  |  | 17 mai 2020       | 17 mai 2020       |
|  | Paris 92 (D1)                     | 30                  |                                   |    | 11 mars 2020     | 11 mars 2020     |  |  | 18-19 avril 2020        | 18-19 avril 2020        |  |  | 17 mai 2020       | 17 mai 2020       |
|  | OGC Nice CA HB (D1)               | 27                  |                                   |    | 11 mars 2020     | 11 mars 2020     |  |  | 18-19 avril 2020        | 18-19 avril 2020        |  |  | 17 mai 2020       | 17 mai 2020       |
|  | OGC Nice CA HB (D1)               | 27                  | Paris 92 (D1)                     | 33 |                  |                  |  |  | 18-19 avril 2020        | 18-19 avril 2020        |  |  | 17 mai 2020       | 17 mai 2020       |
|  | 22 février 2020                   |                     | Paris 92 (D1)                     | 33 |                  |                  |  |  | 18-19 avril 2020        | 18-19 avril 2020        |  |  | 17 mai 2020       | 17 mai 2020       |
|  | Handball Plan-de-Cuques (D2, VAP) | 21                  |                                   |    |                  |                  |  |  | 18-19 avril 2020        | 18-19 avril 2020        |  |  | 17 mai 2020       | 17 mai 2020       |
|  | Handball Plan-de-Cuques (D2, VAP) | 21                  | Handball Plan-de-Cuques (D2, VAP) | 32 |                  |                  |  |  | 18-19 avril 2020        | 18-19 avril 2020        |  |  | 17 mai 2020       | 17 mai 2020       |
|  | 11 mars 2020                      |                     | Handball Plan-de-Cuques (D2, VAP) | 32 |                  |                  |  |  | 18-19 avril 2020        | 18-19 avril 2020        |  |  | 17 mai 2020       | 17 mai 2020       |
|  | Mérignac Handball (D1)            | 23                  |                                   |    |                  |                  |  |  | 18-19 avril 2020        | 18-19 avril 2020        |  |  | 17 mai 2020       | 17 mai 2020       |
|  | Mérignac Handball (D1)            | 23                  | Paris 92                          | /  |                  |                  |  |  |                         |                         |  |  | 17 mai 2020       | 17 mai 2020       |
|  | 21 février 2020                   |                     | Paris 92                          | /  |                  |                  |  |  |                         |                         |  |  | 17 mai 2020       | 17 mai 2020       |
|  | Chambray Touraine Handball        | /                   |                                   |    |                  |                  |  |  |                         |                         |  |  | 17 mai 2020       | 17 mai 2020       |
|  | Chambray Touraine Handball        | /                   | Bourg-de-Péage DHB (D1)           | 23 |                  |                  |  |  |                         |                         |  |  | 17 mai 2020       | 17 mai 2020       |
|  | 18-19 avril 2020                  |                     | Bourg-de-Péage DHB (D1)           | 23 |                  |                  |  |  |                         |                         |  |  | 17 mai 2020       | 17 mai 2020       |
|  | Chambray Touraine Handball (D1)   | 26                  |                                   |    |                  |                  |  |  |                         |                         |  |  | 17 mai 2020       | 17 mai 2020       |
|  | Chambray Touraine Handball (D1)   | 26                  | Chambray Touraine Handball (D1)   | 31 |                  |                  |  |  |                         |                         |  |  | 17 mai 2020       | 17 mai 2020       |
|  | 21 février 2020                   |                     | Chambray Touraine Handball (D1)   | 31 |                  |                  |  |  |                         |                         |  |  | 17 mai 2020       | 17 mai 2020       |
|  | JDA Dijon (D1)                    | 24                  |                                   |    |                  |                  |  |  |                         |                         |  |  | 17 mai 2020       | 17 mai 2020       |
|  | JDA Dijon (D1)                    | 24                  | JDA Dijon (D1)                    | 28 |                  |                  |  |  |                         |                         |  |  | 17 mai 2020       | 17 mai 2020       |
|  | 11 mars 2020                      |                     | JDA Dijon (D1)                    | 28 |                  |                  |  |  |                         |                         |  |  | 17 mai 2020       | 17 mai 2020       |
|  | ES Besançon (D1)                  | 25                  |                                   |    |                  |                  |  |  |                         |                         |  |  | 17 mai 2020       | 17 mai 2020       |
|  | ES Besançon (D1)                  | 25                  | Annulée                           | /  |                  |                  |  |  |                         |                         |  |  |                   |                   |
|  | 18 février 2020                   |                     | Annulée                           | /  |                  |                  |  |  |                         |                         |  |  |                   |                   |
|  |                                   | Annulée             | /                                 |    |                  |                  |  |  |                         |                         |  |  |                   |                   |
|  | Toulon Saint-Cyr VHB (D1)         | Annulée             | /                                 | 23 |                  |                  |  |  |                         |                         |  |  |                   |                   |
|  | Toulon Saint-Cyr VHB (D1)         |                     |                                   | 23 |                  |                  |  |  |                         |                         |  |  |                   |                   |
|  | Metz Handball (D1)                | 33                  |                                   |    |                  |                  |  |  |                         |                         |  |  |                   |                   |
|  | Metz Handball (D1)                | 33                  | Metz Handball (D1)                | 30 |                  |                  |  |  |                         |                         |  |  |                   |                   |
|  | 21 février 2020                   |                     | Metz Handball (D1)                | 30 |                  |                  |  |  |                         |                         |  |  |                   |                   |
|  | Nantes Atlantique (D1)            | 23                  |                                   |    |                  |                  |  |  |                         |                         |  |  |                   |                   |
|  | Nantes Atlantique (D1)            | 23                  | Nantes Atlantique (D1)            | 34 |                  |                  |  |  |                         |                         |  |  |                   |                   |
|  | 11 mars 2020                      |                     | Nantes Atlantique (D1)            | 34 |                  |                  |  |  |                         |                         |  |  |                   |                   |
|  | CJF Fleury Loiret (D1)            | 19                  |                                   |    |                  |                  |  |  |                         |                         |  |  |                   |                   |
|  | CJF Fleury Loiret (D1)            | 19                  | Metz Handball                     | /  |                  |                  |  |  |                         |                         |  |  |                   |                   |
|  | 22 février 2020                   |                     | Metz Handball                     | /  |                  |                  |  |  |                         |                         |  |  |                   |                   |
|  | Brest Bretagne Handball           | /                   |                                   |    |                  |                  |  |  |                         |                         |  |  |                   |                   |
|  | Brest Bretagne Handball           | /                   | Entente Noisy Gagny (N1)          | 19 |                  |                  |  |  |                         |                         |  |  |                   |                   |
|  |                                   |                     | Entente Noisy Gagny (N1)          | 19 |                  |                  |  |  |                         |                         |  |  |                   |                   |
|  | Stella Saint-Maur (D2)            | 23                  |                                   |    |                  |                  |  |  |                         |                         |  |  |                   |                   |
|  | Stella Saint-Maur (D2)            | 23                  | Stella Saint-Maur (D2)            | 24 |                  |                  |  |  |                         |                         |  |  |                   |                   |
|  | 18 février 2020                   |                     | Stella Saint-Maur (D2)            | 24 |                  |                  |  |  |                         |                         |  |  |                   |                   |
|  | Brest Bretagne Handball (D1)      | 34                  |                                   |    |                  |                  |  |  |                         |                         |  |  |                   |                   |
|  | Brest Bretagne Handball (D1)      | 34                  | HBC Celles-sur-Belle (D2)         | 21 |                  |                  |  |  |                         |                         |  |  |                   |                   |
|  |                                   |                     | HBC Celles-sur-Belle (D2)         | 21 |                  |                  |  |  |                         |                         |  |  |                   |                   |
|  | Brest Bretagne Handball (D1)      | 27                  |                                   |    |                  |                  |  |  |                         |                         |  |  |                   |                   |

## Vainqueur
| Vainqueur de la Coupe de France 2019-2020 Compétition annulée |

## Nombre d'équipes par division et par tour
| Divisions / Manches           | Quatrième tour | Seizièmes de finale | Huitièmes de finale | Quarts de finale | Demi- finales | Finale |
| ----------------------------- | -------------- | ------------------- | ------------------- | ---------------- | ------------- | ------ |
| LFH (clubs européens) 5 clubs | non présents   | non présents        | 5                   | 3                | 2             | -      |
| LFH (non-européens) 7 clubs   | non présents   | 7                   | 7                   | 3                | 2             | -      |
| Division 2 16 clubs           | 16             | 12                  | 3                   | 2                | -             | -      |
| Nationale 1 12 x 4 clubs      | 13             | 3                   | 1                   | -                | -             | -      |
| Nationale 2 12 x 6 clubs      | 1              | -                   | -                   | -                | -             | -      |
| Total                         | 30             | 22                  | 16                  | 8                | 4             | 2      |